# Бреза, Войцех Константин
Войцех Константин Бреза (ок. 1630—1698) — государственный деятель Речи Посполитой, каштелян познанский (1681—1687), воевода калишский (1687—1692) и познанский (1692—1698), посол Речи Посполитой в Швеции (1673—1674), Дании (1673) и Пруссии (1684).

## Биография
Представитель дворянской семьи французского происхождения. Сын Николая Титуса Брезы и Софии Жихлинской.
Один из самых видных лидеров дворянства Великой Польши и неоднократный депутат (посол) сейма. В 1661 году ловчий познанский Войцех Константин Бреза получил во владение от польского короля Яна Казимира Вазы староство новодворское. В правление короля Михаила Корибута Вишневецкого он принадлежал к регалистичной партии в парламенте. В 1673 года возглавил посольство в Швецию, чтобы получить поддержку в войне Речи Посполитой против Турции. После смерти Михаила Вишневецкого Войцех Бреза вместе с Владиславом Реем выступил с инициативой избрания на польский престол датского принца Георга.
В 1674 году после возвращения на родину Войцех Константин Бреза был избран послом на конвокационный сейм. Вначале он был сторонником кандидатуры датского принца, но в конце концов поддержал гетмана великого коронного Яна Собеского. Позднее также избирался депутатом на сеймы, где входил в состав многочисленных парламентских комитетов, в частности, по спорным вопросам с Бранденбургом.
В первые годы правления Яна Собеского Войцех Константин Бреза был противником профранцузской политики короля и его планов присоединения Восточной Пруссии при помощи Франции. Он был приверженцем бранденбургского курфюрста и сообщал ему о делах Речи Посполитой. Вместе с Кшиштофом Гжимултовским он в 1678 году добился предотвращения польского вторжения в Восточную Пруссию. Противник внутренних реформ Яна Собеского, а бранденбургского курфюрста считал защитником дворянских вольностей. В 1681 году после встречи с королем Войцех Константин Бреза получил должность каштеляна познанского. В 1683 году на сейме он поддержал военный союз Яна Собеского с австрийскими Габсбургами. В 1684 году во главе посольства ездил в Берлин, прося помощи Речи Посполитой в войне против Османской империи.
Воевода калишский с 1687 года и познанский с 1692 года. Основатель костёла в Скшатуше (под Валчем).
В 1697 году в качестве депутата сейма от Познанского воеводства Войцех Константин Бреза поддержал избрание саксонского курфюрста Августа Сильного на польский престол.
Он скончался в 1698 году и был похоронен в Познани.
Войцех Константин Бреза был трижды женат (на Ядвиге Денгоф, Анне Констанции Вейхер и Тереза Констанции Опалинской), но все его брака были бездетными.